# Berlin-Marathon 2013
| 40. Berlin-Marathon    | 40. Berlin-Marathon                 |
| ---------------------- | ----------------------------------- |
| Stadt                  | Berlin, Deutschland                 |
| Datum                  | 29. September 2013                  |
| Distanz                | 42,195 Kilometer                    |
| Sieger                 |                                     |
| Männer                 | Wilson Kipsang (2:03:23 h)          |
| Frauen                 | Florence Jebet Kiplagat (2:21:13 h) |
| ← Berlin-Marathon 2012 | Berlin-Marathon 2014 →              |
| Website                | Offizielle Website                  |

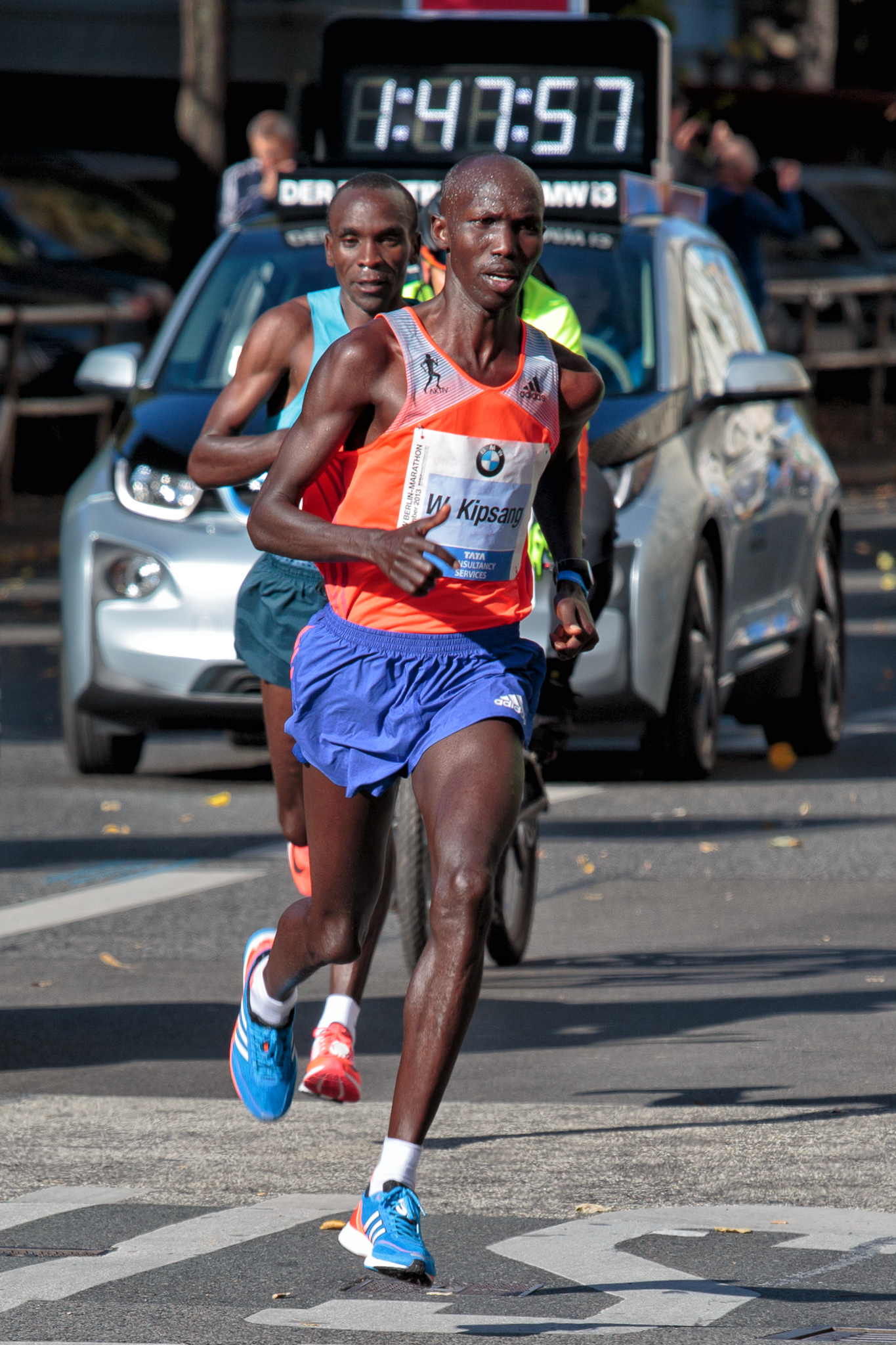
Wilson Kipsang

Der Berlin-Marathon 2013 war die 40. Ausgabe der jährlich stattfindenden Laufveranstaltung in Berlin, Deutschland. Der Marathon fand am 29. September 2013 statt und war der fünfte World Marathon Majors des Jahres.
Bei den Männern gewann Wilson Kipsang in 2:03:23 h mit neuem Weltrekord und bei den Frauen Florence Jebet Kiplagat in 2:21:13 h.

## Ergebnisse

### Männer
| Platz | Athlet                    | Land      | Zeit (h)   |
| ----- | ------------------------- | --------- | ---------- |
| 01    | Wilson Kipsang            | Kenia     | 2:03:23 WR |
| 02    | Eliud Kipchoge            | Kenia     | 2:04:05    |
| 03    | Geoffrey Kipsang Kamworor | Kenia     | 2:06:26    |
| 04    | Stephen Kwelio Chemlany   | Kenia     | 2:07:44    |
| 05    | Maswai Kiptanui           | Kenia     | 2:08:52    |
| 06    | Marílson dos Santos       | Brasilien | 2:09:24    |
| 07    | Suehiro Ishikawa          | Japan     | 2:10:24    |
| 08    | Kōji Kobayashi            | Japan     | 2:11:31    |
| 09    | Rui Silva                 | Portugal  | 2:12:16    |
| 10    | Sisay Jisa                | Äthiopien | 2:12:17    |

### Frauen
| Platz | Athletin                | Land               | Zeit (h) |
| ----- | ----------------------- | ------------------ | -------- |
| 01    | Florence Jebet Kiplagat | Kenia              | 2:21:13  |
| 02    | Sharon Jemutai Cherop   | Kenia              | 2:22:28  |
| 03    | Irina Mikitenko         | Deutschland        | 2:24:54  |
| 04    | Haleh Kiprop            | Kenia              | 2:28:02  |
| 05    | Desiree Davila          | Vereinigte Staaten | 2:29:15  |
| 06    | Vianey de la Rosa       | Mexiko             | 2:32:35  |
| 07    | Eri Hayakawa            | Japan              | 2:32:35  |
| 08    | Nina Stöcker            | Deutschland        | 2:37:46  |
| 09    | Lizzi Lee               | Irland             | 2:38:09  |
| 10    | Maria Yolanda Gutierrez | Spanien            | 2:38:18  |